# Blacus dezhnevi
Blacus dezhnevi är en stekelart som beskrevs av Sergey A. Belokobylskij 2000. Blacus dezhnevi ingår i släktet Blacus och familjen bracksteklar. Inga underarter finns listade.